# Джон Драммонд
Джон Драммонд (англ. Jon Drummond; нар. 9 вересня 1968, Філадельфія, Пенсільванія, США) — американський легкоатлет, що спеціалізується на спринті, олімпійський чемпіон 2000 року, срібний призер Олімпійських ігор 1996 року, чемпіон світу.

## Кар'єра
| Рік             | Змагання                     | Місто               | Місце           | Дисципліна            | Примітки        |
| Представник США | Представник США              | Представник США     | Представник США | Представник США       | Представник США |
| --------------- | ---------------------------- | ------------------- | --------------- | --------------------- | --------------- |
| 1993            | Чемпіонат світу в приміщенні | Торонто, Канада     | 4               | біг на 60 метрів      | 6.58            |
| 1993            | Чемпіонат світу              | Штутгарт, Німеччина | 1               | естафета 4×100 метрів | 37.48           |
| 1995            | Чемпіонат світу              | Гетеборг, Швеція    | —               | естафета 4×100 метрів | DNF             |
| 1996            | Олімпійські ігри             | Атланта, США        | 6               | біг на 100 метрів     | 10.16           |
| 1996            | Олімпійські ігри             | Атланта, США        | 2               | естафета 4×100 метрів | 38.05           |
| 1997            | Чемпіонат світу              | Афіни, Греція       | 7               | біг на 200 метрів     | 20.44           |
| 1999            | Чемпіонат світу              | Севілья, Іспанія    | 1               | естафета 4×100 метрів | 37.59           |
| 2000            | Олімпійські ігри             | Сідней, Австралія   | 5               | біг на 100 метрів     | 10.09           |
| 2000            | Олімпійські ігри             | Сідней, Австралія   | 1               | естафета 4×100 метрів | 37.61           |
| 2003            | Чемпіонат світу              | Париж, Франція      | —               | біг на 100 метрів     | DSQ             |